# GROW 愚郎
『GROW 愚郎』（ぐろう）は、2007年9月8日に公開された日本の青春映画。榊英雄監督初長編作。

## あらすじ
人生に絶望した高校生・敦は、ついに自殺を決行しようとした。だがその時、厳しい罵り声で自殺を止めたのは長ランを着込んだ3人の不良中年男だった。敦は泰三、鉄治、淳一の3人から「オトコ」として生きるすべを学び始める。

## キャスト
村上敦 - 桐谷健太
主人公、冴えない高校生。
山田泰三 - 寺島進
不良中年の一人、リーダー格で角度のついたメガネと扇子が特徴。
佐藤鉄治 - 菅田俊
不良中年の一人、大柄で野太い声が特徴。
横山淳一 - 木下ほうか
不良中年の一人、いつもサンドバッグを殴ってる格闘技マニア。
晴香 - 中村映里子
敦の憧れの生徒。
滑川 - 三上真史
敦の同級生。
五十嵐康陽
中江翼
村上雅美 - 倉科カナ
敦の妹。
マキ - 田辺みさき
敦の同級生。
マー君 - 遠藤憲一
雅美を愛人にしている男。
マッハババァ - 深浦加奈子
奇抜な格好で自転車に乗っているオバさん。
ミカエル - 板尾創路
天の声。
石橋 - 渡辺裕之
陸上部顧問。

## スタッフ
- 監督：榊英雄
- 脚本・製作総指揮：後藤克秀
- 製作：内山秀俊、池内健壱郎
- プロデューサー：川上泰弘、龜石太夏匡、本島章雄
- 撮影：新妻宏昭
- 照明：市川修
- 美術：井上心平
- 録音：宮田靖司
- 編集：清野英樹
- 音楽：榊いずみ
- 配給：チェイスフィルムエンタテインメント
- 上映時間：114分

## 主題歌
- シナトラ「エンドロール」